# Primera batalla de Sarrin
La Batalla de Sarrin es una operación militar ejecutada en la ciudad de Sarrin por las fuerzas del Kurdistán sirio, en el marco de la Guerra Civil Siria, contra los terroristas del Estado Islámico.

## El asalto

### Avance inicial y contraataque del EI
Entre los días 17 y 18 de marzo, las YPG y el ELS recapturaron varias localidades en el este del cantón de Kobane, y se hicieron con una colina con vista al bastión del EI en Sarrin, en el cual —según informes— los terroristas estaban reagrupándose para evitar que los kurdos y sus aliados llegaran a la ciudad, mientras la coalición bombardeaba numerosos objetivos en la zona. 
También hubo reportes de que los kurdos habían recapturado Sal el 18 de marzo, aunque no pudieron confirmarse. Los combates del día 18 se saldaron con 27 terroristas muertos.
Para el 21 de marzo, las YPG y el ELS habían avanzado aún más, capturando algunas localidades, como Tel Kharab, y penetrando en otras, incluyendo Akbesh y Tell Khazan. Asimismo, continuaron avanzando hacia el sur, acercándose a Tell Abyad, y rodearon completamente los silos de Sarrin, en donde el EI opuso resistencia, durante la cual la aviación internacional atacó posiciones de los yihadistas dentro de y en los alrededores de Sarrin. Al menos 71 yihadistas y un miembro del ELS habían muerto durante los combates y el bombardeo.
En la madrugada del 23 de marzo, el EI envió refuerzos desde la gobernación de Alepo hasta Sarrin, a través de la represa de Tishrin, a la que la coalición se negó a bombardear, debido a los riesgos que esto implicaría para las personas que vivían río abajo.
El 25 de marzo, se reportó que as YPG habían capturado Al-Jalabiyya, en la gobernación de Raqqa. Mientras tanto, el EI lanzó un ataque con lanchas en Qara Qozak, pero éste fue repelido por los kurdos. Asimismo, la coalición bombardeó a los yihadistas concentrados en el otro margen del río. En los combates murieron 71 yihadistas y 4 soldados kurdos.
Durante el 27 de marzo, aún continuaban las luchas esporádicas entre las YPG y el EI cerca de Sarrín, a pesar de que la coalición intensificara los bombardeos. Además, 3 terroristas murieron en el sur del cantón de Kobane.
El 28 de marzo, el EI lanzó un contraataque que logró romper la línea defensiva a lo largo de la ruta M4, y así conectarse con los terroristas en los elevadores de granos y la planta de cemento Lafarge, que se encontraban asediados desde hacía casi dos semanas. Al día siguiente, las fuerzas kurdas comenzaron a bombardear posiciones de los terroristas en la ciudad.
A principios de abril, el EI continuó empujando a las fuerzas kurdas desde las afueras de Sarrin al norte y noroeste, hacia Qara Qozak. Aun así, las YPG continuaron reteniendo las tierras más altas en la zona. El avance del EI cortó a la ruta M4 entre Dar Al-Kharab y Mitras, y permitió a los terroristas reforzar sus posiciones en los silos de grano. Para el 9 de abril, luego de recibir refuerzos, el EI irrumpió a través de la ruta M4, cerca de Mitra y los silos, y en Nur Ali y Hamadoun, al este.

### El asedio de Sarrin
A mediados de abril, una contraofensiva de las YPG, respaldada por los bombardeos de la coalición, permitió a los kurdos reanudar su avance hacia Sarrin. El día 13, las YPG capturaron la localidad de Manifa Avi, mientras agrupaban sus fuerzas para recapturar los silos.
El 19 de abril, las fuerzas kurdas recuperaron Ras al Ayn, cortando la línea de aprovisionamiento oriental del EI, y efectivamente asediando la ciudad desde el este y oeste. El combate dejó un saldo de 11 terroristas muertos. Asimismo, las YPG comenzaron a atacar la ruta de suministros del EI al sur de la urbe.
Para el 21 de abril, las YPG y sus aliados habían recuperado el territorio perdido hasta la ruta M4, capturando los silos, Septe y otras localidades en el proceso. En el este, los kurdos se encontraban a 1 km de las puertas de Sarrin, a pesar de los reportes sobre las minas plantadas por el EI en el camino hacia la ciudad. Sin embargo, al día siguiente se informó que alrededor de 50 francotiradores del EI retenían los silos, aunque se encontraban «casi totalmente» sitiados. Por otro lado, también se reportó que al menos 20 terroristas habían muerto en las 48 horas previas.